# Tabernaemontana arborea
Tabernaemontana arborea är en oleanderväxtart som beskrevs av J. N. Rose och J. D. Smith.. Tabernaemontana arborea ingår i släktet Tabernaemontana och familjen oleanderväxter. Inga underarter finns listade i Catalogue of Life.